# Dragutin Vragović
Dragutin Vragović (Zagabria, 18 settembre 1897 – Zagabria, 22 gennaio 1973) è stato un calciatore jugoslavo, di ruolo centrocampista.

## Palmarès

### Club
- Campionato jugoslavo: 3

Građanski Zagabria: 1923, 1926, 1928